# Ironman Los Cabos
Der Ironman Los Cabos ist eine von 2013 bis 2017 jährlich ausgetragene Triathlon-Sportveranstaltung über die Ironman-Distanz (3,86 km Schwimmen, 180,2 km Radfahren und 42,195 km Laufen) in Los Cabos, der südlichsten Gemeinde (municipio) des mexikanischen Bundesstaates Baja California Sur.

## Organisation
Das Rennen ermöglichte eine Qualifikation für einen Startplatz beim Ironman Hawaii im Oktober und es fand 2013 und 2014 im März statt.
Der Ironman Los Cabos wurde seit 2015 im Oktober als reiner Age-Group-Bewerb ausgetragen – das heißt, die Sieger erhielten kein Preisgeld und es wurden keine Qualifikationspunkte für das Kona-Pro-Ranking vergeben.
Für 2018 wurde keine Verlängerung dieses Rennens mehr angekündigt.

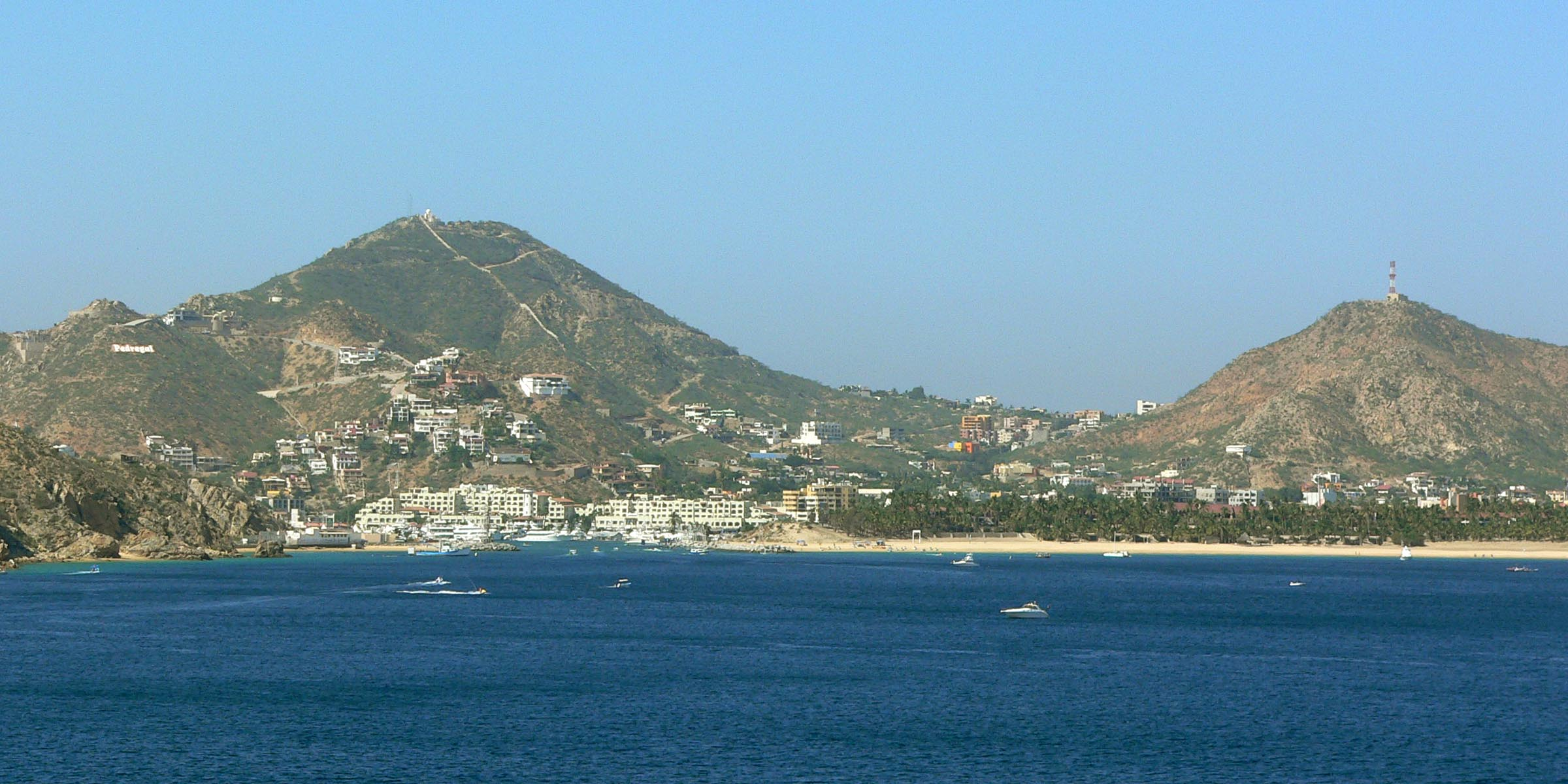
Cabo San Lucas

Parallel dazu gibt es hier mit dem Ironman 70.3 Los Cabos seit 2015 am selben Tag auch ein Rennen über die Mitteldistanz (1,9 km Schwimmen, 90 km Radfahren und 21,1 km Laufen).

## Siegerliste
| Datum/Jahr    | Männer                          | Männer                       | Männer             | Frauen             | Frauen            | Frauen                  |
| Datum/Jahr    | Erster Platz                    | Zweiter Platz                | Dritter Platz      | Erster Platz       | Zweiter Platz     | Dritter Platz           |
| ------------- | ------------------------------- | ---------------------------- | ------------------ | ------------------ | ----------------- | ----------------------- |
| 12. Nov. 2017 | Juan Eugenio Valencia           | Salvador Ruiz Gonzales       | Tom De Bruyn       | Amy Javens         | Liza Rachetto     | Ursula Legaria Menendez |
| 30. Okt. 2016 | Luis Fernando Pelcastre Rabanal | Markus Ganser                | Brian Melinat      | Samantha Mazer     | Jackie Crosby     | Ines Wong Diaz          |
| 25. Okt. 2015 | Fernando Vargas Garibi          | Edgar Fernando Lopez Jimenez | Xavier Fanovard    | Liz Verheyden      | Marisol Franco    | Sonja Wieck             |
| 30. März 2014 | Daniel Fontana (SR)             | Stephen Bayliss              | Domenico Passuello | Linsey Corbin (SR) | Lisa Roberts      | Carrie Lester           |
| 17. März 2013 | Timo Bracht                     | Trevor Delsaut               | József Major       | Erika Csomor       | Michelle Vesterby | Lisa Ribes              |

(SR: Streckenrekord)